# Marmosa de Dorothy
La marmosa de Dorothy (Marmosops dorothea) és una espècie d'opòssum de la família dels didèlfids. És endèmica de Bolívia i està amenaçada per la pèrdua d'hàbitat.
Investigacions recents suggereixen que M. dorothea és un sinònim de M. noctivagus (la marmosa de panxa blanca). D'altra banda, M. ocellatus, un sinònim més modern de M. dorothea, podria ser una espècie distinta.